# Disney (Oklahoma)
Disney es un pueblo ubicado en el condado de Mayes en el estado estadounidense de Oklahoma. En el año 2010 tenía una población de 562 habitantes y una densidad poblacional de 151,89 personas por km².

## Geografía
Disney se encuentra ubicado en las coordenadas 36°28′39″N 95°1′13″O / 36.47750, -95.02028 (36.477501, -95.020272).

## Demografía
Según la Oficina del Censo en 2000 los ingresos medios por hogar en la localidad eran de $25,417 y los ingresos medios por familia eran $36,875. Los hombres tenían unos ingresos medios de $36,250 frente a los $25,750 para las mujeres. La renta per cápita para la localidad era de $16,975. Alrededor del 24.8% de la población estaban por debajo del umbral de pobreza.